# Герб Курилівки (Куп'янський район)
Герб Кури́лівки — один з офіційних символів села Курилівка, Куп'янський район Харківської області, затверджений рішенням сесії Курилівської сільської рада.

## Опис
Щит перетятий золотим і зеленим. На першій частині червоне сонце з одинадцятьма променями, на якому срібний голуб. На другій частині золота бджола, супроводжувана угорі чотирма золотими бджолиними стільниками, а знизу срібним хвилястим поясом. Щит має срібну облямівку. Герб облямований декоративним картушем і прикрашений сільською короною.
Червоне сонце символізує Ісуса Христа, який страждав, помер і воскрес із мертвих за допомогою Святого Духа, якого символізує білий голуб. Одинадцять кутів сонячної корони означають апостолів, які залишились вірними своєму Учителю. Золоте тло і голуб символізують божественне світло і Святого Духа. Бджола символізує причину виникнення села. Чотири стільники — чотири села громади. Срібний пояс означає ріку Оскіл. Срібна облямівка — невидима стіна, якою Бог відгороджує громаду від зла.